# Tipula aitkeniana
Tipula aitkeniana är en tvåvingeart som beskrevs av Alexander 1944. Tipula aitkeniana ingår i släktet Tipula och familjen storharkrankar. Inga underarter finns listade i Catalogue of Life.